# Nordjapanische Hemlocktanne

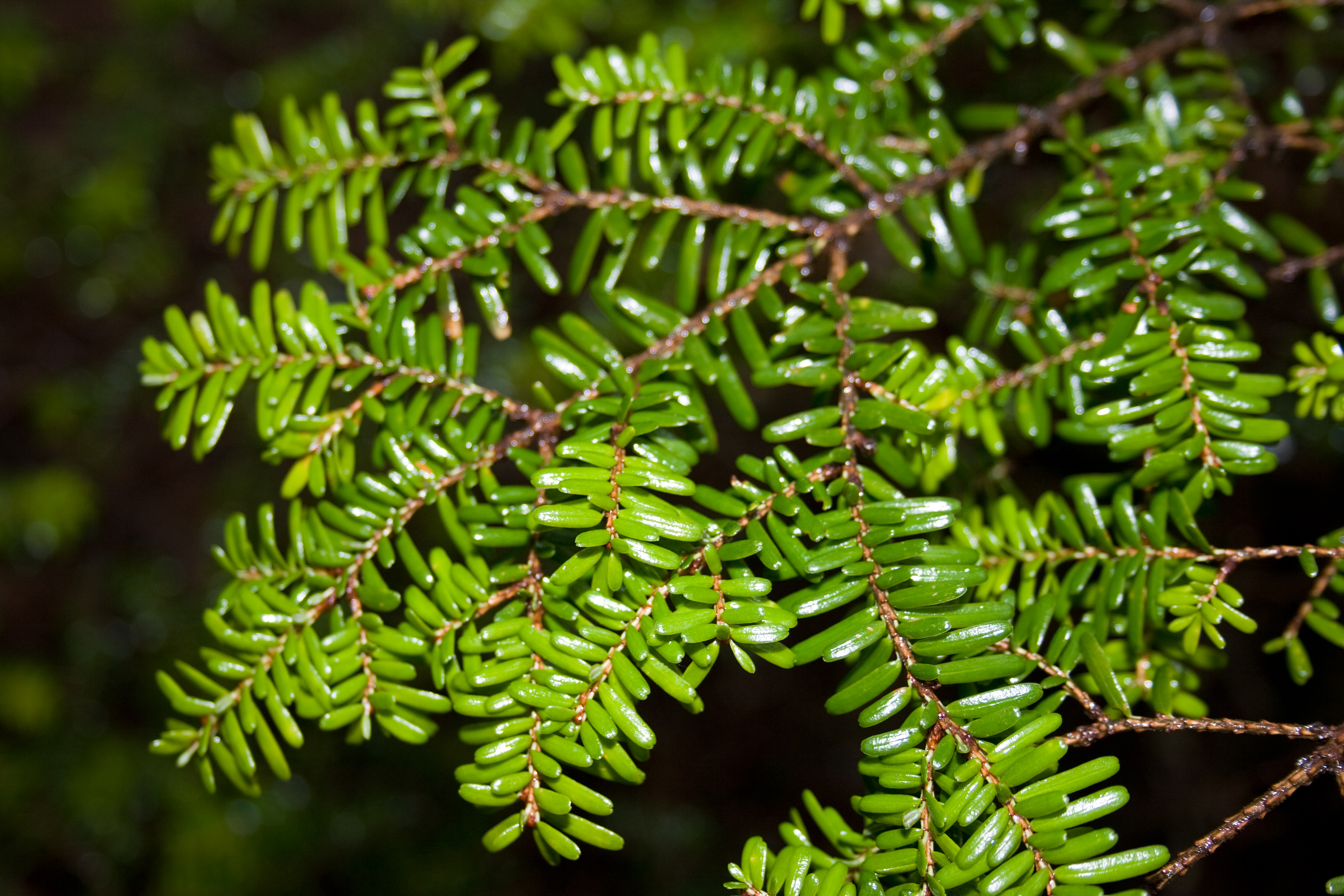
Zweig mit Nadeln

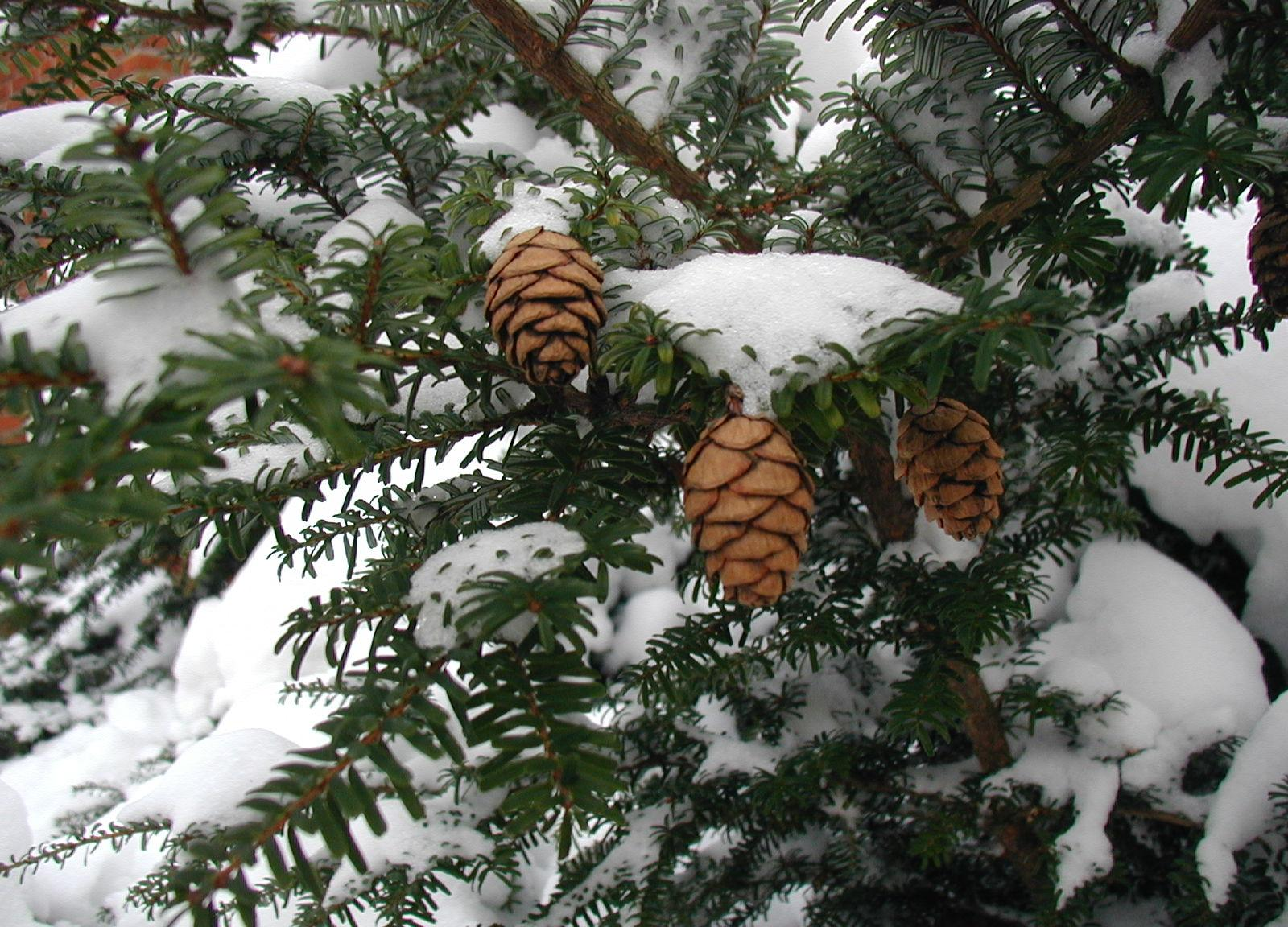
Zweig mit Zapfen im Schnee

Die Nordjapanische Hemlocktanne (Tsuga diversifolia) ist ein Nadelbaum aus der Gattung der Hemlocktannen. Ihr Verbreitungsgebiet liegt auf den japanischen Inseln.

## Beschreibung
Die Nordjapanische Hemlocktanne ist ein bis etwa 20 Meter, maximal 26 Meter hoher Baum, in Kultur wächst sie jedoch oft auch strauchförmig. Der Stamm erreicht einen Brusthöhendurchmesser von 130 Zentimeter und hat eine flache, längsrissige Schuppenborke. Die Krone ist kegelförmig, die Äste stehen waagerecht und sind dicht verzweigt, der Gipfeltrieb ist überhängend. Junge Zweige sind gelb- bis rotbraun und kurz behaart. Die dunkelbraunen und verkehrt eiförmigen Winterknospen werden 3 Millimeter.
Die ganzrandigen Nadeln stehen dicht, schraubig und gescheitelt an den Zweigen. Sie sind ungleich groß, werden 5 bis 10 Millimeter lang und 2,0 bis 2,5 Millimeter breit und verbreitern sich zur Spitze hin. Die Oberseite ist stark glänzend, dunkelgrün und gefurcht, die Unterseite zeigt zwei kreideweiße Spaltöffnungsstreifen, die Nadelspitze ist deutlich gekerbt. Die Nadeln bleiben fünf bis sechs Jahre am Baum.
Die männlichen Blüten sind gelb, fast kugelig, 3 bis 5 Millimeter groß und stehen in den Blattachseln. Die weiblichen Blütenstände sind mattpurpurn, eiförmig und 5 Millimeter lang. Sie erscheinen an den Enden kurzer Zweige. Die reifen Zapfen sind dunkelbraun, hängend, etwa 2 Zentimeter lang, 1,5 bis 2,3 Zentimeter breit und breit eiförmig bis kugelig. Sie sind sehr kurz gestielt, also fast sitzend. Die Zapfenschuppen sind glänzend, leicht ausgerandet und rundlich-eiförmig. Die Samen sind 3 Millimeter lang und haben einen fast doppelt so langen Flügel. Blütezeit ist der Mai, die Samen reifen von September bis Oktober.
Die Chromosomenzahl beträgt 2n = 24.

## Verbreitung und Ökologie
Das Verbreitungsgebiet der Art liegt auf den japanischen Inseln Honshu, Shikoku und Kyushu.
Die Nordjapanische Hemlocktanne wächst in regenreichen Bergwäldern und anderen alpinen Bereichen in Höhen von 700 bis 2000 Metern auf frischen bis feuchten, sauren bis neutralen, sandig-humosen, sandig-kiesigen oder felsigen, flachgründigen Böden. Man findet sie an sonnigen bis absonnigen, sommerkühlen und winterkalten Standorten. Sie ist frosthart. Ähnlich den meisten anderen Hemlockarten benötigt sie jedoch als junger Baum Schatten oder Halbschatten.
Sie bildet große Reinbestände oder wächst zusammen mit Veitchs Tanne (Abies veitchii), der Japanischen Lärche (Larix kaempferi) und dem Hiba-Lebensbaum (Thujopsis dolabrata).

## Systematik und Taxonomie
Die Nordjapanische Hemlocktanne (Tsuga diversifolia) ist eine Art der Gattung der Hemlocktannen (Tsuga). Dort wird sie der Untergattung Tsuga zugeordnet. Sie wurde 1867 vom deutsch-russischen Botaniker Karl Johann Maximowicz als Abies diversifolia erstbeschrieben (Basionym). Der englische Botaniker Maxwell Tylden Masters stellte sie 1881 in die Gattung Tsuga. Sie wird unter dem Synonym Tsuga sieboldii var. nana auch als Varietät der Südjapanischen Hemlocktanne gesehen.
Das Artepitheton diversifolia kommt aus dem Lateinischen und bedeutet „verschiedenblättrig“.
Tsuga diversifolia (Maxim.) Mast. hat folgende Synonyme: Abies diversifolia Maxim., Pinus araragi var. diversifolia (Maxim.) Voss, Tsuga blaringhemii Flous, Tsuga diversifolia subsp. blaringhemii (Flous) A.E.Murray, Abies tsuga var. nana Endl.

## Verwendung
Das Holz der Nordjapanischen Hemlocktanne wird selten verwendet. Die Art hat jedoch einen hohen Zierwert und ist in Mitteleuropa winterhart. Sie wurde 1861 von Botaniker John Gould Veitch in Europa eingeführt.

## Nachweise